# Jac Nellemann
Jacob "Jac" Nellemann, född 19 april 1944 i Köpenhamn, är en dansk racerförare.

## Racingkarriär
Nellemann deltog i formel 1 en gång då han försökte kvalificera sig till  Sveriges Grand Prix 1976, vilket han dock misslyckades med.

## F1-karriär
| Säsong | Stall/Tillverkare  | Poäng | Placering |
| ------ | ------------------ | ----- | --------- |
| 1976   | RAM (Brabham-Ford) | 0     | –         |